# Oreca 07
El Oreca 07 es un prototipo de Le Mans construido por el fabricante francés Oreca para cumplir con las normas FIA y ACO LMP2 de 2017. Hizo su debut oficial en la carrera en la primera ronda del IMSA WeatherTech SportsCar Championship 2017 y poco después debutó en el Campeonato Mundial de Resistencia de la FIA (WEC). El coche es el sucesor del Oreca 05.
El Oreca 07 resultó ser el coche elegido por los equipos LMP2, encontrando más compradores cada año, que cambiaron al chasis de los comprados anteriormente de otras marcas. De los 27 coches LMP2 en la parrilla de las 24 Horas de Le Mans de 2022, 26 representaron a la marca Oreca.

## Desarrollo

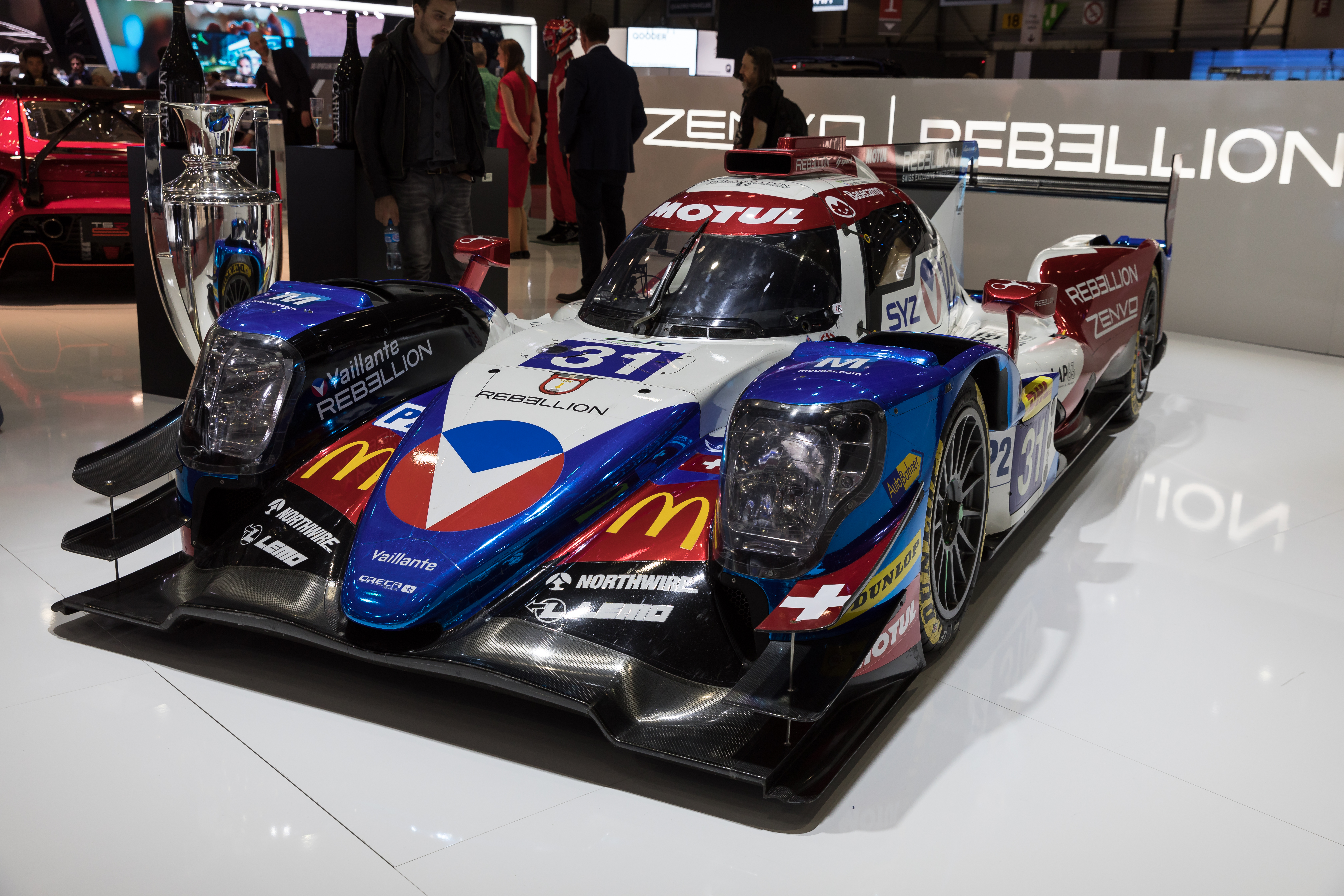
Oreca 07 de Rebellion.

La preparación del prototipo se remonta al desarrollo del Oreca 05. El 05 se desarrolló teniendo en cuenta lo que la fábrica sabía sobre las nuevas reglas técnicas para la clase LMP2 en el Campeonato Mundial de Resistencia de la FIA para 2017. Tomando conocimiento del rendimiento del Oreca 05, el equipo francés decidió desarrollar un nuevo automóvil y lo basó en el predecesor. El objetivo de Oreca era maximizar el rendimiento centrándose en el uso de energía y recursos. El equipo optó por usar esta estrategia no solo para construir un automóvil basado en un predecesor probado, sino también para permitir que los equipos actualicen sus Oreca 05 dentro de un costo razonable. El chasis del Oreca 07 se basa principalmente en el 05, y el monocasco no se enfoca mucho con el automóvil. El vehículo viene equipado con un motor Gibson GK-428 V8.
El vehículo realizó su primera prueba a fines de octubre de 2016 en el Circuito Paul Ricard.
Los pedidos actuales ven una producción confirmada hasta finales de abril de 2022, momento en el que se habrán producido más de 90 chasis, incluidos ocho chasis para el programa Acura ARX-05 (DPi) y nueve actualizaciones para el Oreca 05, pero sin incluir el Rebellion R-One (basado en el 05) o Rebellion R13 (basado en el 07), o incluso el Alpine A480 de LMH. El total incluye los Alpine LMP2 y Aurus 01 renombrados pero idénticos.

## Alpine A470

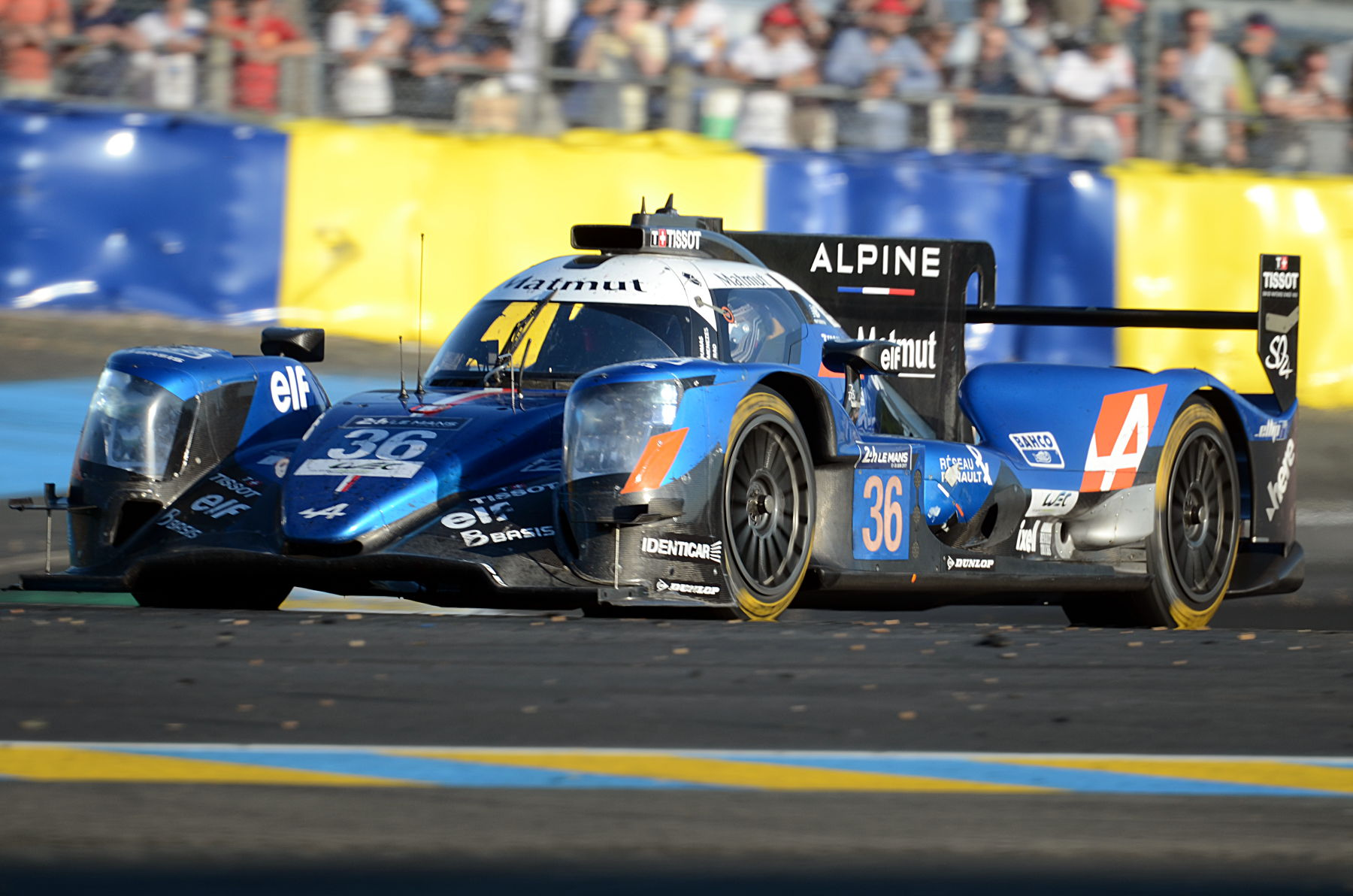
Alpine A470.

El fabricante de automóviles francés Alpine compitió con el Alpine A470 en el Campeonato Mundial de Resistencia de la FIA con el Team Signatech Alpine Matmut. Este automóvil es técnicamente idéntico al Oreca 07 pero con la marca Alpine. Este es el sucesor del Alpine A460, con el que Alpine corrió y ganó la categoría LMP2 para la temporada 2016 del Campeonato Mundial de Resistencia de la FIA.

## Acura ARX-05

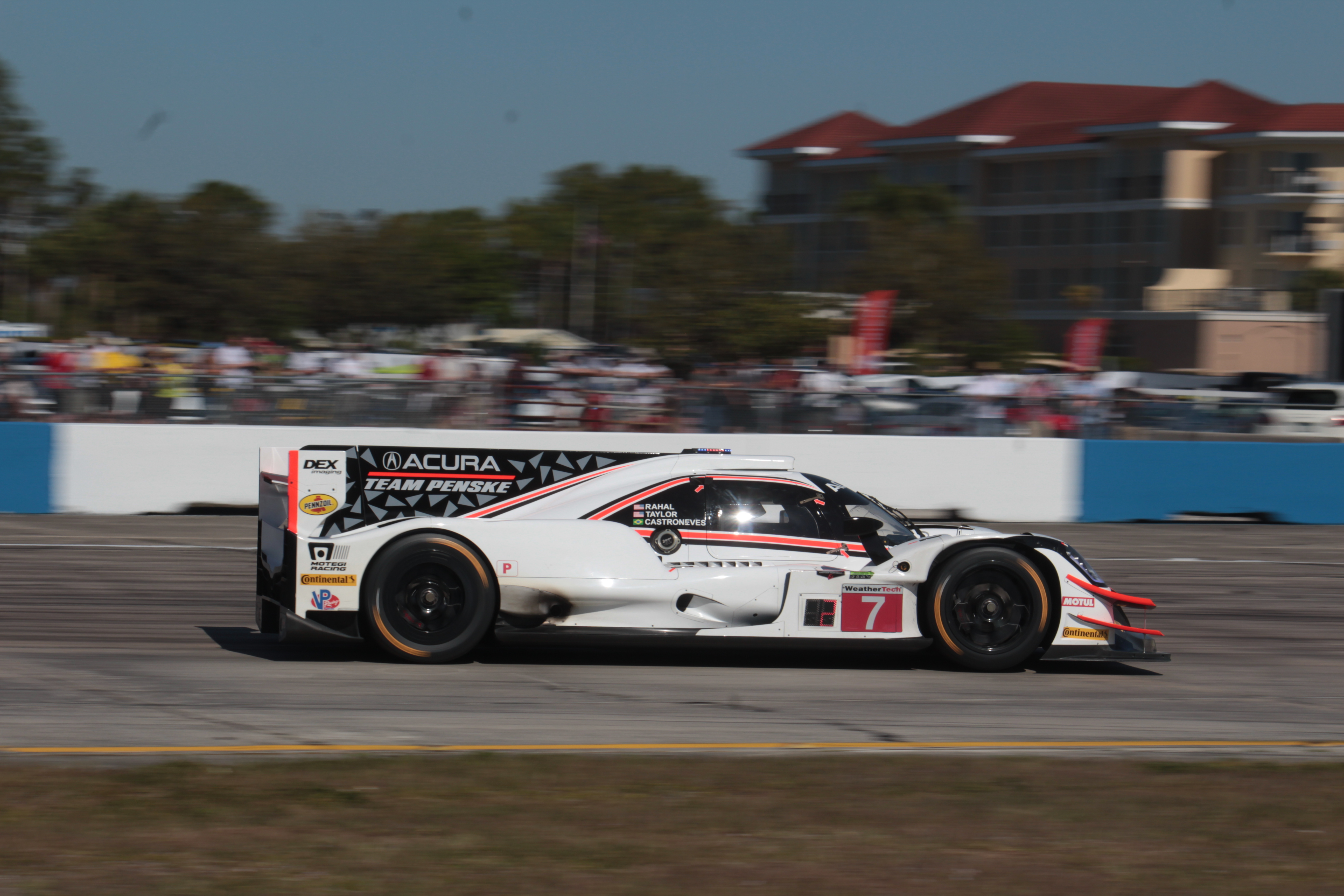
Acura ARX-05.

Una variación del prototipo, el Acura ARX-05, fue creado para la clase Prototipos del WeatherTech SportsCar Championship de IMSA bajo las regulaciones DPi. El automóvil fue desarrollado en asociación con Honda Performance Development y Oreca. El motor es un Acura AR35TT biturbo V6 de 3.5 litros. Otras alteraciones al 07 incluyen carrocería específica de Acura.
De 2018 a 2020, Team Penske ingresó un par de ARX-05 y ganó el título en las últimas dos temporadas. Para 2021 y 2022, Wayne Taylor Racing y Meyer Shank Racing hicieron campaña con uno de los ARX-05 anteriormente dirigidos por Penske.

## Aurus 01
La marca G-Drive Racing compitió con Oreca 07 en 2017 y 2018. El fabricante de automóviles ruso Aurus Motors se asoció con ellos en 2019 para renombrarlo como Aurus 01 y competir con él en la European Le Mans Series y el WEC.

## Rebellion R13
El Rebellion R13 es una variación del Oreca 07, creado para competir en la clase LMP1, donde logró tres victorias entre 2018 y 2020. Más tarde, Alpine adaptó el vehículo al reglamento de la nueva clase Hypercar en 2021 y lo renombró como Alpine A480.